# 1999년 전미 비평가 협회상
제34회 전미 비평가 협회상은 1999년 최고의 영화를 기리기 위해 2000년 1월에 열린 시상식이다.

## 수상 및 후보

### 작품상
- 존 말코비치 되기 수상
- 뒤죽박죽 수상

### 감독상
- 뒤죽박죽 - 마이크 리 수상

### 여우주연상
- 일렉션 - 리즈 위더스푼 수상

### 남우주연상
- 인사이더 - 러셀 크로우 수상

### 여우조연상
- 소년은 울지 않는다 - 클로에 세비니 수상

### 남우조연상
- 인사이더 - 크리스토퍼 플러머 수상

### 각본상
- 존 말코비치 되기 - 찰리 카우프만 수상

### 촬영상
- 아메리칸 뷰티 - 콘라드 L. 홀 수상

### 외국어영화상
- 가을 이야기 - 에릭 로메르 수상

### 다큐멘터리상
- 부에나 비스타 소셜 클럽 수상

### 실험영화상
- Robert Beavers 수상